# انقلابات العراق
أنقلابات العراق برنامج تلفزيوني تاريخي سياسي عُرضت أول حلقة على قناة التغيير بتاريخ 9 يوليو من تقديم الباحث والمؤرخ العراقي محمد الأدهمي ويتناول البرنامج الحركات المدنية و العسكرية التي حدثت بعد تأسيس الدولة العراقية (1921-2003).

## قائمة الحلقات
| رقم الحلقة | عنوان الحلقة                   | المدة    | تاريخ البث | ملاحظات |
| ---------- | ------------------------------ | -------- | ---------- | ------- |
| 1          | انتفاضة و انقلاب 1935          | 50 دقيقة | 9/7/2022   | [ 7 ]   |
| 2          | انتفاضة الرميثة و سوق الشيوخ   | 47 دقيقة | 15/7/2022  | [ 8 ]   |
| 3          | انقلاب بكر صدقي (الجزء الأول)  | 39 دقيقة | 29/7/2022  | [ 9 ]   |
| 4          | انقلاب بكر صدقي (الجزء الثاني) | 43 دقيقة | 5/8/2022   | [ 10 ]  |
| 5          | انقلاب بكر صدقي (الجزء الثالث) | 52 دقيقة | 13/8/2022  | [ 11 ]  |
| 6          | انقلاب نوري السعيد             | 42 دقيقة | 19/8/2022  | [ 12 ]  |
| 7          | الؤامرة الموهومة               | 40 دقيقة | 26/8/2022  | [ 13 ]  |
| 8          | مصرع الملك غازي                | 40 دقيقة | 2/9/2022   | [ 14 ]  |
| 9          | انقلاب الوصي عبد الإله         | 40 دقيقة | 9/9/2022   | [ 15 ]  |
| 10         | انقلاب 1941                    | 45 دقيقة | 16/9/2022  | [ 16 ]  |
| 11         | عودة الوصي                     | 42 دقيقة | 7/10/2022  | [ 17 ]  |
| 12         | الوثبة و الانقلاب 1948         | 43 دقيقة | 14/10/2022 | [ 18 ]  |